# Prefectura d'Okinawa
La prefectura d'Okinawa (冲縄県, Okinawa-ken en japonés; Uchinaa-chin en okinawenc) és una prefectura del Japó localitzada a les illes Ryukyu. La prefectura d'Okinawa té, a data de l'1 de febrer de 2021, una població de 1.460.718 habitants i una superfície geogràfica total de 2.281 quilòmetres quadrats.
La capital i municipi més populós de la prefectura és la ciutat de Naha, sent altres municipis importants les ciutats d'Okinawa, Uruma i Urasoe. La prefectura d'Okinawa comprèn dos terços de les illes Ryûkyû, incloses els arxipelegs d'Okinawa, Daitō i Sakishima, les quals s'estenen fins a 1.000 quilòmetres al sud-oest des de les illes Satsunan, a la prefectura de Kagoshima, cap a l'illa de Taiwan (prop de les comarques de Hualien i Yilan). L'illa més gran de la prefectura, l'illa d'Okinawa, és la més petita i meridional de les grans illes del Japó i té la major part de la població prefectural. La població autòctona de la prefectura d'Okinawa són els ryukyuans, els quals també habiten les illes Amami, a la prefectura de Kagoshima i parlen japonés, okinawenc i, en menor quantitat, anglés.
L'actual territori de la prefectura d'Okinawa fou governat pel regne de Ryūkyū des de 1429 i annexionada de facto al Japó el 1609. La prefectura d'Okinawa fou creada oficialment l'any 1879 per l'imperi del Japó, després de set anys com a feu de Ryūkyū, l'últim feu del sistema feudal japonés. La prefectura fou ocupada pels Estats Units d'Amèrica durant l'ocupació del Japó després de la Segona Guerra Mundial i governada pel govern militar estatunidenc de les illes Ryūkyū des de 1945 fins al 1950 i pel govern civil estatunidenc de les illes Ryūkyū des de 1950 fins a la devolució de la prefectura al Japó l'any 1972. La prefectura d'Okinawa és només el 0'6 per cent de la superfície total del Japó, però alberga vora 26.000 persones (el 75 percent a tot el país) de l'exèrcit dels EUA al Japó; la continuïtat i manteniment de les tropes nord-americanes ha dut un debat controvertit no només a la prefectura, sinó a tot el país.

## Política i govern

### Governadors
En la següent taula només s'especifiquen els titolars des de la reincorporació al Japó. Per a vore els anteriors, cal anar a l'artícle principal. La filiació política dels càrrecs es presenta com a Coalició d'esquerres (CE) o Coalició de Dretes (CD).
| Governador       | Inici del mandat | Fi del mandat | Partit | Partit |
| Chōbyō Yara      | 1972             | 1976          |        | CE     |
| Kōichi Taira     | 1976             | 1978          |        | CE     |
| Junji Nishime    | 1978             | 1990          |        | CD     |
| Masahide Ōta     | 1990             | 1998          |        | CE     |
| Keiichi Inamine  | 1998             | 2006          |        | CD     |
| Hirokazu Nakaima | 2006             | 2014          |        | CD     |
| Takeshi Onaga    | 2014             | 2018          |        | CE     |
| Denny Tamaki     | 2018             | -             |        | CE     |

## Transport

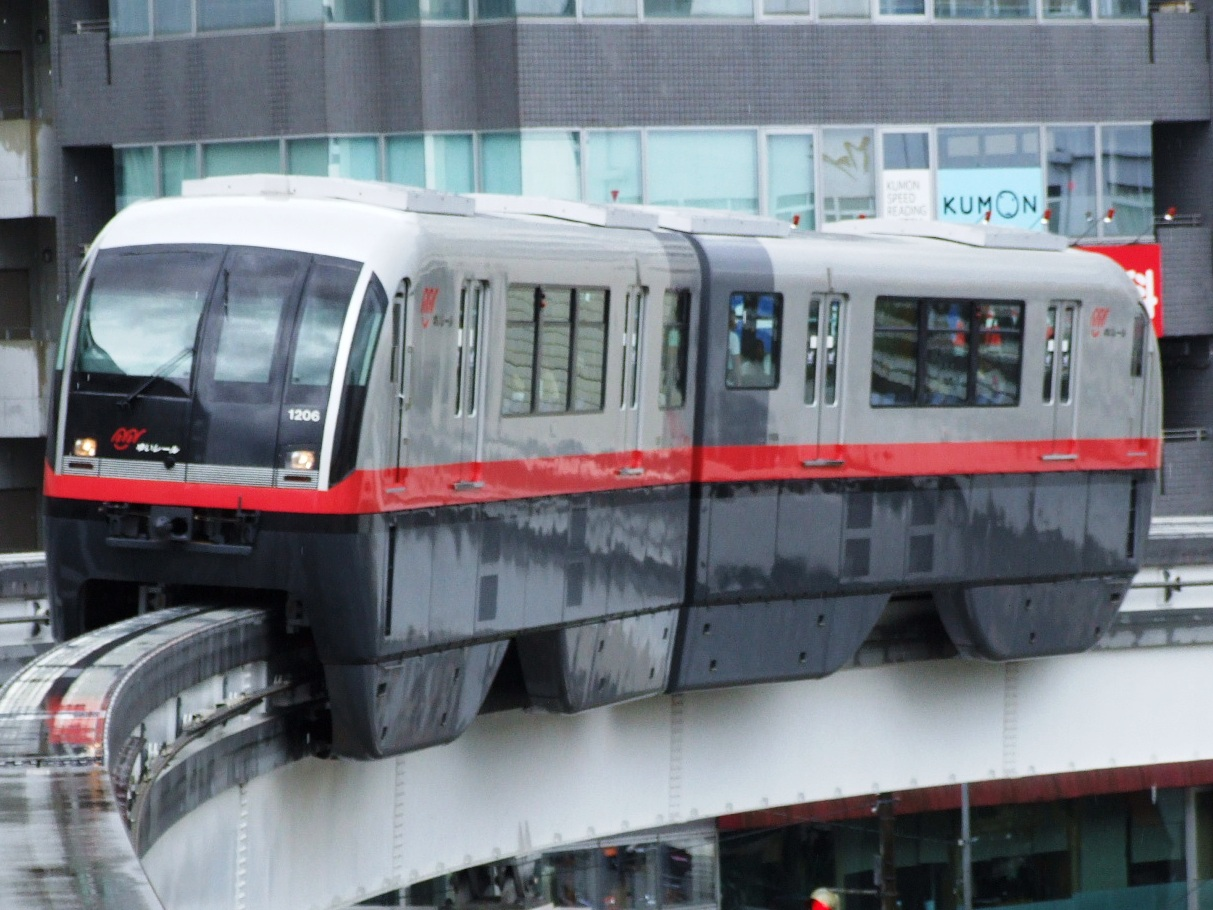
Monocarril d'Okinawa

### Carretera
- Autopista d'Okinawa - Autopista de l'Aeroport d'Okinawa
- Nacional 58 - Nacional 329 - Nacional 330 - Nacional 331 - Nacional 332 - Nacional 390 - Nacional 449 - Nacional 505 - Nacional 506 - Nacional 507
- Xarxa de carreteres prefecturals d'Okinawa

### Aeroports
- Naha
- Ishigaki
- Miyako
- Kumejima
- Yonaguni
- Minamidaitō
- Tarama
- Kita-Daitō
- Aguni
- Kerama
- Iejima
- Shimojishima
- Hateruma

### Ferrocarril
- Monocarril Urbà d'Okinawa

## Persones il·lustres
- Kazuki Ganaha